# Syn Draculi
Syn Draculi (ang. Son of Dracula) – amerykański horror z 1943 roku. Film jest trzecią częścią trylogii filmowej, na którą składają się filmy Dracula z 1931 roku oraz Córka Draculi z 1936 roku.

## Fabuła[1]
Akcja toczy się w Stanach Zjednoczonych, gdzie przybywa karpacki książę Alucard na zaproszenie miejscowej dziedziczki. Wkrótce znajomi kobiety zaczynają podejrzewać, że tajemniczy arystokrata jest tak naprawdę wampirem.

## Obsada[1]
- Lon Chaney, Jr. – książę Alucard
- Robert Paige – Frank Stanley
- Louise Allbritton – Katherine 'Kay' Caldwell
- Evelyn Ankers – Claire Caldwell
- Frank Craven – doktor Harry Brewster
- J. Edward Bromberg – profesor Lazlo
- Adeline De Walt Reynolds – Madame Queen Zimba
- Patrick Moriarity – szeryf Dawes
- Etta McDaniel – Sarah
- George Irving – pułkownik Caldwell